# Casearia spruceana
Casearia spruceana är en videväxtart som beskrevs av George Bentham och August Wilhelm Eichler. Casearia spruceana ingår i släktet Casearia och familjen videväxter. Inga underarter finns listade i Catalogue of Life.